# Pagnevaartbos
Het Pagnevaartbos is een natuur- en recreatiegebied tussen Hoeven en Bosschenhoofd. Het gebied meet 35 ha en wordt beheerd door de gemeente Halderberge. Aansluitend is er een waterwingebied van nogmaals 100 ha.

## Pagnevaart
De Pagnevaart werd reeds in 1595 vermeld als: Paedsievaart, Paesievaart en Pagievaert. De naam zou zijn ontstaan als verbastering van Spagnevaart: Er zouden zich in de bodem nog resten van een Spaans oorlogsschip bevinden. In 1895 werd een serieuze poging gedaan om het schip in de hei te vinden, maar het weinige houtwerk dat men vond, had toebehoord aan een sluisje. Ook het verhaal als zou het Turfschip van Breda alhier zijn reis zijn begonnen, moet naar het rijk der fabelen worden verwezen. Wél is de Pagnevaart zeer waarschijnlijk een door mensenhand gegraven turfvaart. Ze loopt in noordwestelijke richting en komt uit in de Oudenbosche haven, die op zijn beurt weer in de Mark uitmondt.

## Tekening Vincent van Gogh
In 1881 verbleef Vincent van Gogh  enkele maanden bij zijn vader in Etten. In die tijd maakte hij veel wandelingen door de omgeving. Hij maakte regelmatig tekeningen. Ook van het moeras van Pagnevaart heeft hij twee tekeningen gemaakt.
Om die reden is het gebied opgenomen in Oudenbosch, gemeente Halderberge in de toeristische Van Gogh route.

## Gebied
Tijdens de jaren 30 van de 20e eeuw werd, in het kader van de werkverschaffing, de Pagnevaart verbreed tot een vijver: Het Pagnevaartven. Deze vijver werd ook als recreatieplas gebruikt maar kwam sinds de jaren 80 van de 20e eeuw droog te staan toen de leemlaag in de bodem werd doorboord. Sinds 1999 wordt de vijver weer door een sloot gevoed.
Het bosgebied is een gemengd landgoedbos met grillige paden. Broedvogels zijn sperwer, boomvalk, ransuil, boomvalk, zwarte specht, groene specht, kruisbek en roodborsttapuit.
In de nabijheid van het bos ligt Bosbad Hoeven, het waterspeelpark Splesj en de voormalige Volkssterrenwacht Simon Stevin. Ook het conferentieoord Seppe ligt niet ver van het bos.